# Helipuerto

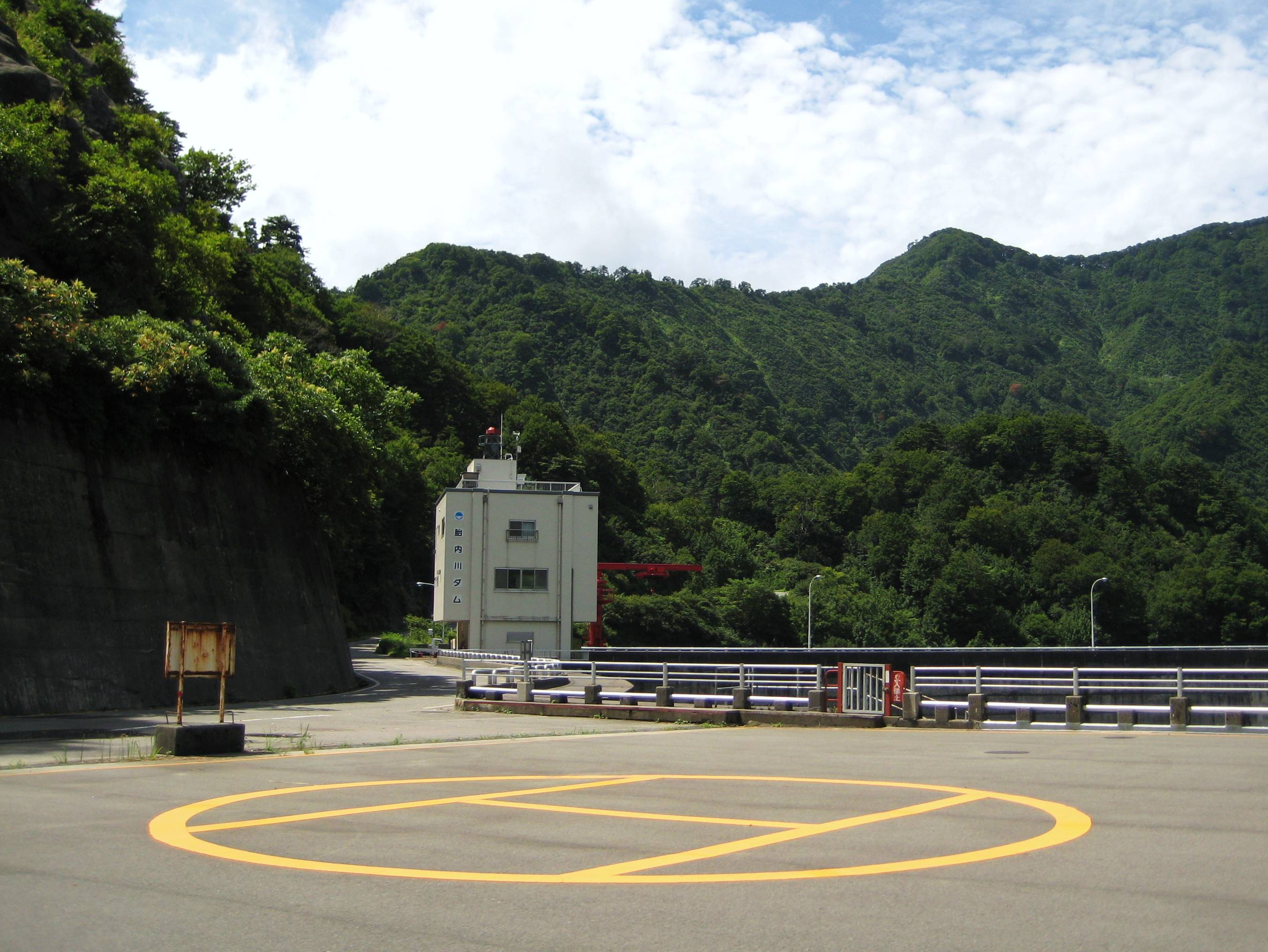
Helipuerto Tainaigawa Dam.

Un helipuerto es un pequeño aeropuerto solamente válido para helicópteros. Los helipuertos pueden tener una o más plataformas de aterrizaje (helipad o "helisuperficie") y suelen tener unos servicios más limitados, tanto de combustible, iluminación o hangares. En las grandes ciudades suelen haber helipuertos para servicios de transporte, servicios de emergencia, empresas etc. Generalmente los helipuertos están situados más cerca del centro de la ciudad que los aeropuertos, dándoles ventajas en términos de tiempo de viaje en destinos urbanos e incluso hasta el aeropuerto de la ciudad.
Inicialmente se creía que los helipuertos tendrían un gran desarrollo, pero debido al ruido de los helicópteros no se han desarrollado excesivamente los helipuertos urbanos.
Un helipuerto es mucho más pequeño que un aeropuerto, ya que están destinados solo a operaciones con helicópteros (despegan y aterrizan verticalmente a diferencia de los aviones), por eso no se necesita tanto espacio (una "helipad" y alrededores deben tener para maniobrar como mínimo el doble de tamaño que ocupa el helicópero). Cada vez es más larga la lista de centros sanitarios que disponen de una plataforma, permitiendo el traslado de heridos al hospital con helicóptero medicalizado. También es grande el número de helipuertos privados en las grandes ciudades y en rascacielos como Nueva York, São Paulo etc.
Normalmente la H que hay marcada en la pista de aterrizaje, indica la aproximación del helicóptero, por lo tanto qué orientación tendrá que ir el aparato para aterrizar.
Un helipuerto aparte de ser más pequeño que un aeropuerto, no tiene tantas cosas a su alrededor como las que tienen la mayoría de aeropuertos, al contrario los helipuertos tienen servicios limitados como en algunos casos hangares para el almacenamiento y mantenimiento de los helicópteros, en algunos casos tanques de combustible para su repostaje y lo que todos deben tener es balizas (luces para la noche) y manga de viento.